# Es Skhul
Es Skhul, Es Skhoul, ou Skhul (littéralement « la chèvre »), est une grotte située à Hadera, sur le mont Carmel, à environ 20 kilomètres au sud d'Haifa (Israël) et à environ 3 kilomètres de la mer Méditerranée. Elle abrite un site préhistorique fouillé initialement par les préhistoriens anglais Dorothy Garrod et américain Theodore McCown à partir de l'été 1928.

## Homo sapiens

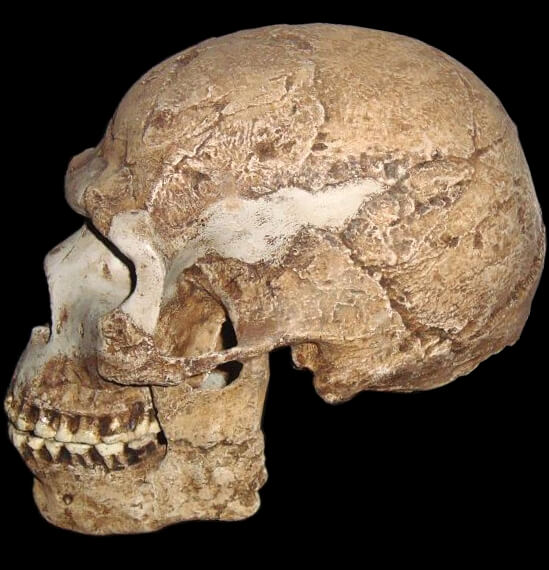
Crâne humain (Skhul V) mis au jour dans la grotte.

La grotte d'Es Skhul a livré une industrie moustérienne datée d'environ 115 000 ans avant le présent, associée à des restes humains correspondant à dix individus (sept adultes et trois enfants). Il s'agit des plus anciennes sépultures connues au monde.
Les fossiles humains adultes sont attribués à l'espèce Homo sapiens sous une forme encore archaïque. Le crâne présente la forme globulaire d'un crâne moderne, mais la face montre un torus sus-orbitaire qui reste relativement volumineux. Par contre une récente étude montre que l'enfant Skhul 1, daté comme les autres squelettes de 140 000 ans est un hybride avec des caractères neurocrâniens sapiens alors que la mandibule est néandertalienne.
Ce niveau paléolithique a également livré une perle en coquillage perforé qui compte parmi les plus anciennes connues au monde. Il n'y a pas de traces d'occupation épipaléolithique (Natoufien) contrairement à un autre site du mont Carmel fouillé par Dorothy Garrod.